# Tallér
A tallér  egy nagyobb ezüstpénzt jelentett, amely 1500 körül vált ismertté és honosodott meg Közép-Európában.

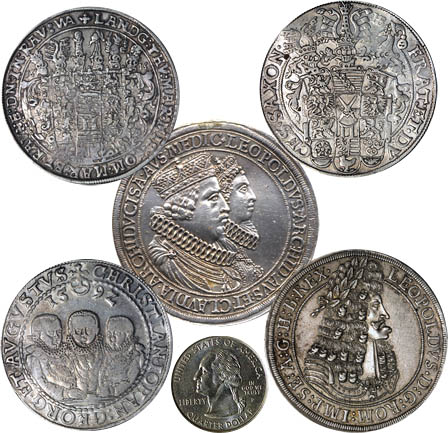
Tallérok

## Egyéb nyelveken
- daalder (holland),
- daler (skandináv)
- dollar (angol)
- Thaler (német)

## A tallér elterjedése
- Már az ókorból ismerünk éremfajokat (athéni tetradrachmák), melyek jó veretükkel olyan kedveltek voltak, hogy századokon át eredeti alakjukban verték őket. A középkorban a firenzei aranyak (forint) voltak ilyenek, ezeket egész Európában utánozták, megtartva rajtuk a stilizált liliomot (Firenze város címerét).
- A tallér előfutára az 1486-ban vert guldengroschen volt, az 1 uncia súlyú ezüstpénz volt (Zsigmond főherceg), utána következtek Lotaringia, Hessen, Szászország, Bern, Szavoja, Magyarország (1499, 1500 és 1506), Spanyolország és Csehország.
- Eleinte Güldengroschennek nevezték, mert egy aranyforinttal volt egyenértékű 1 uncia súlyban (31,50 gr) később a Schlick grófok gazdag joachimsthali ezüstbányáiban verték nagy mennyiségben, de már csökkentett súllyal, 23-28 gramm verettel. Ezért fél guldennek is hívták. Innen származott a Thaler (Joachimsthaler) elnevezés, amely a magyar nyelvbe tallér, a lengyelbe talar, az angolba dollár alakban ment át. Joachimsthal-ban az első tallérokat 1518-ban verték, így a tallér elnevezés is csak innentől ered.
- A tallér  mint pénzegység 72 ezüst krajcárt, vagy 24 garast (á 3 korona) képviselt, később jöttek forgalomba a 60 krajcáros, ún. forintos tallérok.

## Velencei tallérok

### Márk-tallér
A Márk-tallér volt a régi velencei köztársaság nagy ezüstpénze. Az egyik lapján Szent Márk oroszlánja volt címerpajzsban,  körirata: SANCTVS. MARCVS. VENETVS. A másik oldalon a dózse neve és középen liliomos kereszt volt látható. Értéke eredetileg körülbelül 2 forint volt.

### A keresztes tallér
A keresztes tallér  velencei ezüstpénz (Scudo della croce) volt, amelynek az egyik lapját stilizált kereszt foglalja el

## A brabanti tallér
A brabanti tallér (másként Albertus-tallér vagy koronatallér), a későbbiekben a keresztes tallér helyébe lépő osztrák pénz volt. Egy tallér értéke mintegy 4 1/2 korona lehetett.

## Hamis pénzverés
Már a legrégibb ókorban találunk éremutánzatokat, melyek mint hamisítványok forgalomba kerültek. Különösen zavaros időkben lépnek fel az ilyenek tömegesen. Néha maguk az uralkodók hamisították meg a törvényszabta pénzt, rossz anyagot bocsátva ki a jó és értékes helyett. A harmincéves háború korában Németországban voltak ilyen pénzek forgalomban, olyan mennyiségben, hogy 1623-ban egy jó tallér 7-8, majd 16-20 rosszabb anyagú tallért ért. Ezeket kipper- vagy wipper-pénzeknek nevezték.

## A Györgytallér

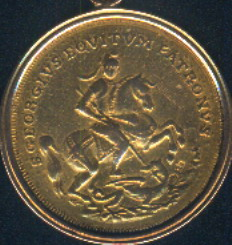
Szent György-tallér 14 dukát súlyú aranyverete az 1750-1780 közti időszakból, Körmöcbányáról

A Györgytallér (vagy Szent György-tallér) a 16. századi katonák által amulettként viselt, különböző értékű ezüstpénz, rendkívül ritkán sokszoros dukátsúlyban vert aranypénz volt, amelynek egyik oldalán a sárkányölő Szent György képe, a másik oldalán pedig Jézusnak az apostolokkal a viharból való megmenekülése látható.  A vágás, döfés és lövés ellen megóvó bűbájos célra legalkalmasabbnak vélték a 16–17. században Magyarországon a Mannsfeld gróf által veretett Györgytallérokat; ezeket utánozták is azóta folytonosan és babonából, majd a divatnak hódolva, főleg lovaskatonák óraláncon még a 19. század végén is viselték.

## A Salvator-tallér
A Salvator-tallér a 16–17. századból való svéd tallér, Krisztus képpel. Nevét latin nyelvű köriratáról kapta: „Salvator mundi adjuva nos” (Világ megmentője segíts minket).

## Az oroszlán-tallér
Az oroszlán-tallér régi németalföldi aranypénz, később ezüstpénz volt. A pénzen férfialak volt kiverve, aki pajzsot tartott, amelyen oroszlánkép volt. Az aranypénz közel 22 1/2, az ezüstpénz 6 korona értékű volt és különösen Törökországban volt forgalomban.

## A leveles tallér
A leveles tallér (másként nagy vagy új tallér, franciául écu grand vagy écu neuf),  francia érmefajta volt a 16. században, az egyik oldalán lombokkal és levelekkel ékítve. Értéke 6 livres (font) volt, vagyis 5,99 frank = 2 frt. vagy 913/5 kr. ottani  értékben.

## A koronás tallér
A koronás tallér a II. József, II. Lipót és II. Ferenc császár korában eredetileg Brabant és Flandria számára Bécsben, Milánóban, valamint  Körmöcbányán és más hazai pénzverdékben veretett pénz volt. Ezek egyik oldalán az uralkodó képe, a másikon az Aranygyapjas rend jelvénye látható, három korona (házi, magyar és cseh) között. A koronás tallérok a rendes osztrák talléroknál két grammal voltak súlyosabbak (28-30 g.), tehát értékesebbek is. Mivel ennélfogva nagyobb ázsiójuk volt, a népnyelv ezeket az olasz l'agio szóból lázsiás-talléroknak nevezte.

## Spanyol 8 reálos

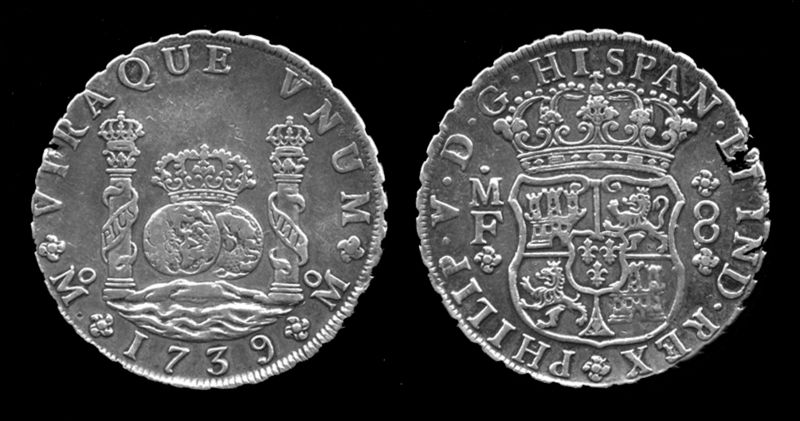
V. Fülöp spanyol király (1700-1746) 8 reálos mexikóvárosi pénzverdében készült érméje 1739-ből. Az előlapon a Spanyol királyság címere látható, a latin felirat: "PHILIP • V • D • G • HISPAN • ET IND • REX **MF*8*" - "V. Fülöp Spanyolország és az Indiák királya" és 8 reálos értékjelzés. A hátlapon Héraklész oszlopai között a spanyol koronával megkoronázott Ó- és Újvilág két földgömbön ábrázolva látható, a latin felirat: "VTRAQVE VNVM" - "A kettő egy" * Mº * 1739 * Mº - két mexikóvárosi verdejelzés és 1739-es kibocsájtási évszám. Az oszlopokon futó szalagokon: "PLVS VLTRA" - "Tovább, előre" Spanyolország címerének jelmondata.

A spanyol 8 reálos, vagy peso (real de a ocho, vagy peso de ocho), illetve spanyol tallér, vagy dollár egy Spanyolországban és amerikai gyarmatain 1497-től 1869-ig sok milliós darabszámban vert tallér típusú ezüstérme volt. Az anyaországiakon kívül Potosí, Lima, Mexikóváros, Bogotá, Popayán, Guatemala és Santiago spanyol gyarmati pénzverdéiben szintén készült. Ezen alapult többek között az amerikai dollár és az első függetlenség utáni latin-amerikai valuták is. A spanyol 8 reálos egészen 1857-ig törvényes fizetőeszköz volt az Egyesült Államokban (8 reál = 1 amerikai dollár), forgalmát az 1857-es érmetörvény (Coinage Act of 1857) szüntette meg. A 8 reálos a világtörténelem egyik leghíresebb érméje, kibocsájtási időszakában, s még sokáig azt követően világpénzként meghatározó szerepet játszott a nemzetközi kereskedelemben. A tallér értékű 8 reálos mellett ezüst 4, 2, 1 és fél reálost is vertek.

## Species-tallér
A Species-tallér egykor ezüstpénz volt fejjel vagy mellképpel (species); Németországban és Ausztriában (itt 1857-ig) = 4,95, Svédországban = 5,40, Dániában és Norvégiában = 5,35 korona.

## A győzelmi tallér
A győzelmi tallér (németül: Sieges-Thaler) elnevezés alatt az 1866. évi porosz–osztrák háború után a  győzelem emlékére  tallér formában veretett emlékérmeket értjük. Ezek előlapján I. Vilmos porosz király babérkoszorús mellképe, míg a hátlapján a szokásos tallérveret van. Az 1866-ban megkezdett szokást folytatva, az 1870–1871. évi porosz–francia háború győzelmeinek emlékére is verettek a poroszok ilyen győzelmi tallérokat, amelyek előlapi verete Germánia ülő alakját mutatja.

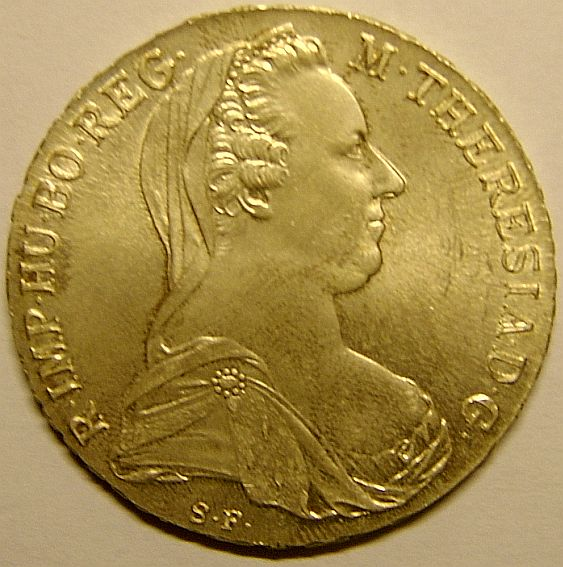
Mária Terézia-tallér huszadik század második felében készült utánverete

## A Mária Terézia-tallér
- A Mária Terézia-tallér igen népszerű pénz főleg a 19. században készült: a Bécsben vert, 2 forint értékű pénz Afrika északi és keleti partvidékein volt különösen kedvelt (innen másik neve, a levantei tallér). Ebből 1896. január és március között – A Pallas nagy lexikona szerint – 600 000-et vertek.
- A Mária Terézia-tallér utánzata volt az ún. eritreai tallér (Scudo eritreo), amelyet 1890 őszén Milánóban és Rómában vertek Olaszország vörös-tenger-melléki tartományai számára. E tallér 4,10, 2,10, és 1,10 ezüstből, 2,100 és 1,100 bronzból állt.

## A tallér szóból eredő pénznem-elnevezések
A dollár, a tala és a tolár szavak is a tallér szóból eredeztethetőek. Az elnevezés a német Thalerből (magyarul: tallér) ered, melynek jelentése: völgyi (völgy németül: Thal). Az Német-római Birodalomban vert Guldengroscheneket (aranyforintnak megfelelő értékű ezüstöt tartalmazó garas) a Joachimsthalban bányászott ezüstből verték.

## Magyarországon
- A tallér Magyarországon 1499 és 1867 között volt forgalomban.